# Edubuntu
Edubuntu, trước đó có tên là Ubuntu Education Edition, là một phiên bản linux dựa trên Ubuntu. Edubuntu được thiết kế để sử dụng trong các lớp học.

## Phiên bản
Bản phát hành Edubuntu đầu tiên trùng với thời điểm phát hành Ubuntu 5.10, có tên mã là Breezy Badger vào ngày 13-10-2005. Với bản phát hành Edubuntu 8.04 Hardy Heron, nó được đặt tên là Ubuntu Education Edition và được đổi thành một tiện ích bổ sung cho bản cài đặt Ubuntu tiêu chuẩn thay vì là một LiveCD có thể cài đặt được. Từ phiên bản 9.10 trở đi, Edubuntu thay đổi thành có sẵn dưới dạng DVD hệ thống đầy đủ thay vì CD bổ trợ. Edubuntu cũng có thể cài đặt được  thông qua tuyển chọn các gói "edubuntu" cho tất cả các bản phân phối sử dụng kho Ubuntu chính thức (chủ yếu là Ubuntu và Kubuntu).